# Megumi Yokota
Megumi Yokota (横田 めぐみ Yokota Megumi?,  Prefectura de Niigata, Japón, 5 de octubre de 1964) es una mujer japonesa que fue secuestrada por agentes norcoreanos en 1977, cuando contaba con trece años de edad. Yokota fue una de al menos 17 ciudadanos japoneses que fueron secuestrados por Corea del Norte a finales de los años setenta y principios de los ochenta. El gobierno norcoreano admitió haber secuestrado a Yokota, afirmando que se suicidó el 13 de marzo de 1994. Sin embargo, los padres de Yokota y así como también otros en Japón han expresado públicamente su creencia de que Yokota aún está viva en Corea del Norte y han emprendido una campaña pública para buscar su regreso a Japón.

## Biografía
Yokota nació el 5 de octubre de 1964 en una ciudad costera de la prefectura de Niigata, Japón, como la hija mayor de Shigeru (1932-2020) y Sakie Yokota (n. 1936). Tuvo dos hermanos menores, los gemelos Takuya y Tetsuya. Yokota fue secuestrada el 15 de noviembre de 1977 a la edad de trece años mientras volvía a casa desde la escuela. Según los informes, agentes norcoreanos la amarraron y arrastraron por la fuerza a un bote, tras lo cual fue llevada a Corea del Norte para enseñar el lenguaje y cultura japonesa a espías norcoreanas. Yokota fue mantenida en una instalación junto con dos estudiantes surcoreanos de 18 y 16 años, quienes habían sido secuestrados en agosto de 1977. En agosto de 1978, otros tres estudiantes surcoreanos de 16 años fueron secuestrados y llevados a la misma instalación. Uno de ellos, Kim Young-nam, según los informes, más tarde se casaría con Yokota. Puesto que la mayor parte de los ciudadanos japoneses desaparecidos tenían alrededor de veinte años de edad, se piensa que Yokota pudo ser secuestrada tras haber descubierto por casualidad a agentes norcoreanos en Japón, lo que podría explicar su abducción a tan temprana edad.
En Corea del Norte, Yokota se vio obligada a entrenar a espías norcoreanas para que estas pudieran pasar como ciudadanas japonesas. En enero de 1997, Tatsukichi Hyomoto,  secretario del miembro de la Dieta de Japón Atsushi Hashimoto, mediante una llamada telefónica reveló información sobre el secuestro de Yokota a sus padres. En 2002, Corea del Norte admitió que Yokota y otros ciudadanos japoneses habían sido secuestrados, pero afirmó que la misma se había suicidado en 1994. Dos años más tarde, Corea del Norte devolvió restos humanos afirmando que eran de Yokota, sin embargo, análisis forenses demostraron que no lo eran. Esto llevó a su familia a creer que Yokota seguía con vida.
En 1986, Yokota contrajo matrimonio con un ciudadano surcoreano, Kim Young-nam, también una víctima de secuestro. La pareja tuvo una hija en 1987, Kim Eun-kyung. En junio de 2006, a Kim Young-nam se le permitió que su familia del Sur le visitara y durante la reunión, confirmó que Yokota se había suicidado en 1994 después de sufrir una enfermedad mental, afirmando que tuvo varios intentos de suicidio previos. También afirmó que los restos devueltos en 2004 eran genuinos. Sin embargo, el padre de Yokota no creyó que lo que decía era cierto, afirmando que Kim no pudo hablar libremente durante su entrevista en Pionyang, sosteniendo que "probablemente estaba restringido en términos de lo que puede decir" y que "parecía que estaba leyendo un guión". En junio de 2012, Choi Seong-ryong, jefe de un grupo de apoyo para familiares de surcoreanos secuestrados por Corea del Norte, dijo que había obtenido documentos del gobierno norcoreano que afirmaban que Yokota había muerto de "depresión" el 14 de diciembre de 2004.

## Destino
Se cree ampliamente, especialmente en Japón, que Yokota todavía está viva. En noviembre de 2011, una revista surcoreana, Weekly Chosun, declaró que un directorio de 2005 de residentes de Pionyang incluía a una mujer llamada Kim Eun-gong con la misma fecha de nacimiento que Yokota. El directorio dio el nombre del cónyuge de Kim como "Kim Yong-nam". Fuentes del gobierno japonés verificaron el 18 de noviembre de 2011 que habían revisado el directorio pero que aún no habían llegado a una conclusión sobre la identidad de la mujer incluida en la lista. Más tarde, las mismas fuentes indicaron que Kim Eun-gong era en realidad la hija de 24 años de Yokota, Kim Eun-kyung. En 2012, se informó que las autoridades norcoreanas mantenían a Kim bajo estricta vigilancia. En agosto de 2012, Choi Seong-ryong declaró que fuentes en Corea del Norte le habían dicho que Kim Eun-kyung había sido puesta bajo la supervisión de la hermana de Kim Jong-un, Kim Yo-jong, y que el gobierno de Corea del Norte podría estar planeando utilizar a la hija de Yokota como "tarjeta" en futuras negociaciones con Japón. Según se informa, en 2010 el gobierno de Corea del Norte ofreció permitir a los padres de Yokota visitar a su nieta en un país "que no fuera Japón", pero el gobierno japonés y los padres de Yokota desconfiaron de la oferta, sospechando que era una estratagema del gobierno norcoreano buscar una ventaja en las negociaciones diplomáticas en curso. En marzo de 2014, los padres de Yokota conocieron a Kim Eun-kyung por primera vez en Mongolia junto con su propia hija, pero cuyo padre no fue identificado. El padre de Megumi, Shigeru Yokota, murió el 5 de junio de 2020 a la edad de 87 años.